# Cerradomys subflavus
Cerradomys subflavus е вид гризач от семейство Хомякови (Cricetidae). Видът не е застрашен от изчезване.

## Разпространение
Разпространен е в Аржентина, Боливия, Бразилия и Парагвай.

## Описание
На дължина достигат до 16 cm, а теглото им е около 49,9 g.
Популацията на вида е намаляваща.